# Loire-les-Marais
Loire-les-Marais é uma comuna francesa na região administrativa da Nova Aquitânia, no departamento de Charente-Maritime. Estende-se por uma área de 12,46 km². Em 2010 a comuna tinha 405 habitantes (densidade: 32,5 hab./km²).